# Viscum grossum
Viscum grossum är en sandelträdsväxtart som beskrevs av Robert Wight. Viscum grossum ingår i släktet mistlar, och familjen sandelträdsväxter. Inga underarter finns listade i Catalogue of Life.